# Lil Tracy
Jazz Ishmael Butler (Teaneck, 3 de outubro de 1995), mais conhecido pelo nome artístico Lil Tracy, é um rapper e compositor norte-americano. Ele também era conhecido pelo nome Yung Bruh quando estava no começo de sua carreira. Tracy é mais conhecido por suas colaborações com o rapper Lil Peep, especificamente em "Awful Things", que chegou na posição 79 na Billboard Hot 100 e por ser um membro proeminente das cenas do "SoundCloud rap" e do rap underground.

## Primeiros anos
Jazz Butler nasceu em 3 de outubro de 1995 em Teaneck, Nova Jérsia, filho dos músicos Ishmael Butler, dos Digable Planets e Shabazz Palaces, e Cheryl Clemons, mais conhecida como "Coko", da SWV. Foi criado em Virginia Beach, sobre o que disse mais tarde "foi péssimo, mas eu amo aquele lugar" e que cresceu ouvindo música emo e artistas de hip hop do sul que o inspiraram a fazer música. Os pais de Butler se separaram quando ele era jovem e ele viveu entre as casas de sua mãe e de seu pai. Estudou o ensino médio em Seattle, Washington, na Garfield High School, e optou por ficar sem teto aos 17 anos.

## Carreira
Butler começou a fazer música quando tinha 15 anos antes de se mudar para Los Angeles, Califórnia, aos 18 anos (sem alertar seus pais) para se concentrar mais em sua carreira musical e por ser sem-teto. Butler originalmente começou a fazer rap sob o nome "Yung Bruh", lançando várias mixtapes sob o coletivo Thraxxhouse. Alguns membros da Thraxxhouse, incluindo Tracy, finalmente começaram seu próprio grupo, o coletivo GothBoiClique. Através do grupo, Butler conheceu o rapper de nova-iorquino Lil Peep e os dois rapidamente colaboraram na canção "White Tee" da mixtape Crybaby de Peep, que chamou a atenção pelo hip hop underground. Ele também lançou o single "Overdose", que aumentou ainda mais a visibilidade de sua carreira.
Em meados de 2016, Butler deixou a Thraxxhouse e, como resultado, mudou seu nome artístico de Yung Bruh para Lil Tracy devido à descoberta de que já havia outro artista usando o apelido. Sob seu novo nome, ele lançou a aguardada mixtape Tracy's Manga em 1 de fevereiro de 2017. Butler lançou XOXO dois meses depois, em 3 de abril. Butler participou no single "Awful Things" do álbum Come Over When You're Sober, Pt. 1 de Lil Peep em agosto de 2017. O single alcançou o número 79 na Billboard Hot 100.
Butler lançou Life of a Popstar em 31 de julho de 2017.
Em 2018, Lil Tracy lançou dois EPs: Designer Talk em 5 de outubro e Sinner em 2 de novembro. Lançou seu primeiro álbum, Anarchy, em 20 de setembro de 2019. Um segundo álbum, Designer Talk 2, foi lançado em novembro de 2020.

## Discografia
Álbuns
- Anarchy (2019)
- Designer Talk 2 (2020)

Mixtapes
- Cascadia Vibes (2013)
- Information (2013)
- Indigo Soul Mixtape (2014)
- Depression (2014)
- Asaku's Forest (2014)
- e m o c e a n (2014)
- ElegantAngel (2015)
- When Angels Cry (Death Has Wings) (2015)
- u,_u (2015)
- Vintage LSD (2015)
- Baeboyy (2015)
- Tracy World (2016)
- 757 Virginia Hood Nightmares (The Unknown Story) (2016)
- Moon Stones (2016)
- Tracy's Manga (2017)
- XOXO (2017)
- Life of a Popstar (2017)

Extended plays
- Icy Robitussin 森林之神杨 (2014)
- Heaven's Witch (2015)
- Kim K & Kanye (2015)
- Vampire Spendin' Money (2016)
- Free Tracy Campaign (2016)
- Desire (2016)
- Castles (com Lil Peep) (2016)
- Castles II (com Lil Peep) (2017)
- Fly Away (com Lil Raven) (2017)
- Hollywood High (com Mackned) (2017)
- Designer Talk (2018)
- Sinner (2018)